# 鹿忍町
鹿忍町（かしのちょう）は、岡山県邑久郡にあった町。現在の瀬戸内市の一部にあたる。

## 地理
瀬戸内海に面する牛窓半島の南西に位置していた。

## 歴史
- 1889年（明治22年）6月1日、町村制の施行により、邑久郡鹿忍村が単独で村制施行し、鹿忍村が発足[1][2]。大字は編成せず[2]。
- 1924年（大正13年）4月1日、町制施行し鹿忍町となる[1][2]。
- 1954年（昭和29年）10月1日、邑久郡牛窓町、長浜村と合併し、牛窓町が存続して廃止された[1][2]。

## 産業
- 農業、漁業[2]

## 教育
- 高等科は牛窓鹿忍両村の組合立・牛窓高等小学校が存在したが、1901年（明治34年）組合立を解消し、同年校舎を新築[2]。1905年（明治38年）女学校を付設し、1907年（明治40年）付設実業補習学校専用教室を増築[2]。1909年（明治42年）実業補習学校教室を増築[2]。1916年（大正5年）実業補習学校男子部を付設[2]。1927年（昭和2年）小学校に保育室を付設[2]。1934年（昭和9年）補習学校教室女子部、1935年（昭和10年）西脇分教場、1937年（昭和12年）講堂が完成[2]。1941年（昭和16年）鹿忍国民学校に改称[2]。1942年（昭和17年）幼稚園新園舎落成[2]。1944年（昭和19年）女子青年学校を牛窓青年学校に統合[2]。1947年（昭和22年）鹿忍小学校に改称[2]。1951年（昭和26年）新校舎落成[2]。